# Скуратов, Борис Михайлович
Борис Михайлович Скуратов (6 ноября 1955, Алма-Ата — 13 июля 2021, Москва) — русский поэт, переводчик.

## Биография
Родился в городе Алма-Ата 6 ноября 1955 года. В 1978 г. окончил филологический факультет МГУ, учился на романо-германском отделении по специальности «английский язык и литература». С 1978 по 1992 г. работал во Всесоюзном Центре переводов научно-технической литературы; занимаясь разработкой систем машинного перевода, а также терминологическими словарями. В это время Б. М. Скуратов написал все свои стихи и стихотворные переводы. Переводы стихотворений Георга Тракля опубликованы в коллективной книге: Георг Тракль. «Стихотворения. Проза. Письма». СПб., «Симпозиум», 1996. Стихотворения декламировались в литературных салонах Москвы, к примеру, в салоне Т. Баум в 2000-х годах.
С 1990-х гг. начал заниматься переводом книг нон-фикшн: философской, социологической, политологической литературы. Переводил с языков: французского, английского и немецкого. В 1990х гг. перевел, вместе с несколькими романами для юношества, три книги Гастона Башляра: «Вода и грезы», «Грезы о воздухе», «Земля и грезы воли». Эти переводы показали неординарные способности Бориса Михайловича: он мог точно передавать смысл переводимой книги, у него было безошибочное чувство стиля. Борис Михайлович познакомился с А. Т. Ивановым (Иванов, Александр Терентьевич), издательство «Ad Marginem»), с И. М. Чубаровым (Чубаров, Игорь Михайлович) и О. В. Никифоровым (издательство «Логос»), с Т. А. Дмитриевым (издательство «Праксис»). С тех пор наиболее сложные и интересные переводы делались в сотрудничестве с этими издательствами и также с издательствами «Весь мир», «Логос Альтера» и другими. Борис Михайлович очень гармонично вписался в среду российской интеллектуальной элиты 1990-х и 2000-х гг.
Борис Михайлович перевел более 65 книг для перечисленных издательств. Среди переведенных авторов такие известные европейские авторы, как Жиль Делёз («Кино»; «Складка», «Лекции о Лейбнице», «Лекции о Спинозе»); Жак Деррида («Призраки Маркса»); Ролан Барт («Сад. Фурье. Лойола»); Теодор Адорно («Философия новой музыки»; «Введение в социологию»), Макс Вебер («Политические работы»); Мишель Фуко («Интеллектуалы и власть»), Юрген Хабермас («Политические работы», «Между натурализмом и религией», «Ах, Европа»). Скуратов работал исключительно быстро, и книги часто издавались без привлечения редактора: денег у издательств тогда не хватало. Узкие специалисты по музыке, философии, социологии очень хвалили переводы, говоря, что смысл подлинника переведен исключительно точно, и во многом сохранены стилистические особенности текста.
В 2000 году женился на лингвисте Е. Л. Рудницкой, а в 2001 году родилась дочь Серафима. С конца 2013 года Борис Михайлович много болел и работал мало. За 8 лет он перевел только несколько небольших книг, зато таких серьёзных, как «Лекции о Лейбнице» и «Лекции о Спинозе» Делеза. Умер 13 июля 2021 года, похоронен на Введенском (немецком) кладбище в Москве. Друзья Бориса Михайловича иногда собираются и декламируют его стихи.

## Основные переведенные книги
- Гастон Башляр. «Вода и грезы». М., Изд-во гуманитарной литературы, 1998, программа «Пушкин».
- Жиль Делёз. «Складка. Лейбниц и барокко». М., «Логос», 1998, программа «Пушкин» и Translation Project.
- Гастон Башляр. «Грезы о воздухе». М., Изд-во гуманитарной литературы, 1999, программа «Пушкин».
- Гастон Башляр. «Земля и грезы воли». М., Изд-во гуманитарной литературы, 2000, программа «Пушкин».
- Жиль Делёз. «Кино», «Образ-движение», «Образ-время». М., Ad Marginem, 2004.
- Теодор Адорно. «Философия современной музыки». М., «Логос», 2001.
- Гастон Башляр. «Земля и грезы о покое». М., Изд-во гуманитарной литературы, 2001, программа «Пушкин».
- Макс Вебер. «Политические работы, 1895—1919». М., «Праксис», 2003.
- Жорж Батай. «Проклятая доля». М., «Логос», 2003, программа «Пушкин».
- Пьер Булез. «Ориентиры. Избранные статьи». М., «Логос-Альтера», 2004.
- Юрген Хабермас. «Политические работы». М., «Праксис», 2005.
- Ален Бадью. «Метаполитика», «Можно ли мыслить политику?». М., «Логос», 2005.
- Мишель Фуко. «Интеллектуалы и власть», т. III. М., «Праксис», 2005.
- Поль Рикёр. «Справедливое». М., «Логос», 2005.
- Никлас Луман. «Дифференциация». М., «Логос», 2006.
- Жак Деррида. «Призраки Маркса». М., «Логос-Альтера», 2006.
- Поль Рикёр. «Я-сам как другой». М., Издательство гуманитарной литературы, 2008.
- Жорж Батай. «История эротизма». М., «Логос», 2007.
- Ролан Барт. «Сад. Фурье. Лойола». М., «Праксис», 2007.
- Геннадий Айги. «Статьи, исследования, эссе». М., «Вест-Консалтинг», 2005 (пер. с французского нескольких статей).
- Никлас Луман. «Самоописание». М., «Логос», 2009 (пер. нескольких глав).
- Фридрих Киттлер. «Оптические медиа». М., «Логос», 2009 (пер. половины книги).
- Теодор Адорно. «Введение в социологию». М., «Праксис», 2010.
- Юрген Хабермас. «Между натурализмом и религией». М., «Весь мир», 2011.
- Даниэль Шиффер. «Философия дендизма. Эстетика души и тела (Кьеркегор, Уайльд, Ницше, Бодлер)». М., Изд-во гуманитарной литературы, 2011.
- Рене Декарт. «Человек». М., «Праксис», 2012.
- Юрген Хабермас. Ах, Европа. М., «Весь мир», 2012.
- Абделла Хаммуди. Сезон в Мекке: Рассказ о паломничестве (с участием Т. Азаркович, Ф. Брауде, О. Никифорова). М., «Логос», 2012.
- Анке Хенниг, Армен Аванесян. Поэтика настоящего времени. М., РГГУ, 2014.
- Жиль Делез. «Лекции о Лейбнице». М., «Ад Маргинем», 2015.
- Жиль Делез. «Лекции о Спинозе». М., «Ад Маргинем», 2016.
- Зигфрид Цилински. «Археология медиа». «Ад Маргинем», 2016.